# Монте-Сан-Пьетранджели
Монте-Сан-Пьетранджели (итал. Monte San Pietrangeli) —  коммуна в Италии, располагается в регионе Марке, в провинции Фермо.
Население составляет 2586 человек (2008 г.), плотность населения составляет 141 чел./км². Занимает площадь 18 км². Почтовый индекс — 63010. Телефонный код — 0734.
Покровителем коммуны почитается священномученик Власий Севастийский (San Biagio), празднование 3 февраля.

## Демография
Динамика населения:

## Администрация коммуны
- Официальный сайт: https://web.archive.org/web/20090603115513/http://www.comune.montesanpietrangeli.ap.it/